# Północny Okręg Przemysłowy
Północny Okręg Przemysłowy (okręg Pekin-Tianjin) (chiń. upr. 京津唐地区; pinyin Jīngjīntáng dìqū) – okręg przemysłowy w północno-wschodnich Chinach, powstały na bazie wielkich zasobów węgla kamiennego, ropy naftowej, rud żelaza i wanadu, z rozwiniętym hutnictwem żelaza i stopów metali (Pekin, Tangshan, Tianjin). Ponadto, w Tianjinie i Pekinie produkuje się samochody osobowe, statki, przetwarza węgiel kamienny i ropę naftową. Rozwinięty jest także przemysł gumowy, tworzyw sztucznych, lekki i spożywczy, a od niedawna także elektroniczny i precyzyjny.